# Мора, Фелипе
Фелипе Андрес Мора Альяга (исп. Felipe Andrés Mora Aliaga; род. 2 августа 1993, Сантьяго, Чили) — чилийский футболист, нападающий клуба «Портленд Тимберс» и сборной Чили.

## Клубная карьера
Мора — воспитанник футбольной академии «Аудакс Итальяно». В 2011 году «Аудакс Итальяно», подписал с Фелипе профессиональный контракт. 30 января в поединке против «Палестино» он дебютировал в чемпионате Чили. 11 сентября в матче против «Кобрелоа» Мора сделал хет-трик и помог своей команде одержать крупную победу.
Летом 2016 года Мора перешёл в «Универсидад де Чили». 30 июля в матче против «Сантьяго Уондерерс» он дебютировал за новую команду. 13 августа в поединке против «Сан-Луис Кильота» Фелипе забил свой первый гол за «Универсидад де Чили». 12 марта 2017 года в матче против своего бывшего клуба «Аудакс Итальяно» Мора сделал хет-трик. По итогам сезона он помог клубу выиграть чемпионат, а также стал лучшим бомбардиром первенства и национального кубка.
Летом 2017 года Фелипе перешёл в мексиканский «Крус Асуль». 30 июля в матче против «Гвадалахары» он дебютировал в мексиканской Примере. 6 августа в поединке против «Леона» Мора забил свой первый гол за «Крус Асуль».
Летом 2018 года Фелипе на правах аренды перешёл в «УНАМ Пумас». 21 июля в матче против «Веракрус» он дебютировал за новый клуб. В этом же поединке Мора забил свой первый гол за «УНАМ Пумас». 20 декабря 2018 года «Пумас» активировал опцию покупки Моры.
31 января 2020 года Мора был взят клубом MLS «Портленд Тимберс» в аренду на один год с опцией выкупа. В главной лиге США он дебютировал 1 марта в матче стартового тура сезона против «Миннесоты Юнайтед». 29 августа в матче против «Реал Солт-Лейк» он забил свой первый гол за «Тимберс». 19 января 2021 года «Портленд Тимберс» выкупил Мору.

## Международная карьера
В начале 2013 года Мора в составе молодёжной сборной Чили принял участие в молодёжном чемпионате Южной Америки в Аргентине. На турнире он сыграл в матчах против команд Эквадора, Уругвая, Перу, а также дважды Колумбии и Парагвая. В поединке против эквадорцев Фелипе забил гол.
Летом того же года Мора принял участие в молодёжном чемпионате мира в Турции. На турнире он сыграл в матчах против сборных Ирака и Англии. В поединке против иракцев Фелипе забил гол.
31 мая 2018 года в товарищеском матче против сборной Румынии Мора дебютировал за сборную Чили, заменив во втором тайме Гари Меделя. 15 октября 2019 года в товарищеском матче со сборной Гвинеи он забил свой первый гол за сборную Чили. Мора был включён в состав сборной на Кубок Америки 2021. На турнире он был запасным и на поле не вышел.

## Достижения
Командные
 Универсидад де Чили
- Чемпион Чили: Клаусура 2017

 Портленд Тимберс
- Победитель Турнира MLS is Back (2020)

Индивидуальные
- Лучший бомбардир чемпионата Чили: Клаусура 2017 (13 голов)